# Giordano Ruffo

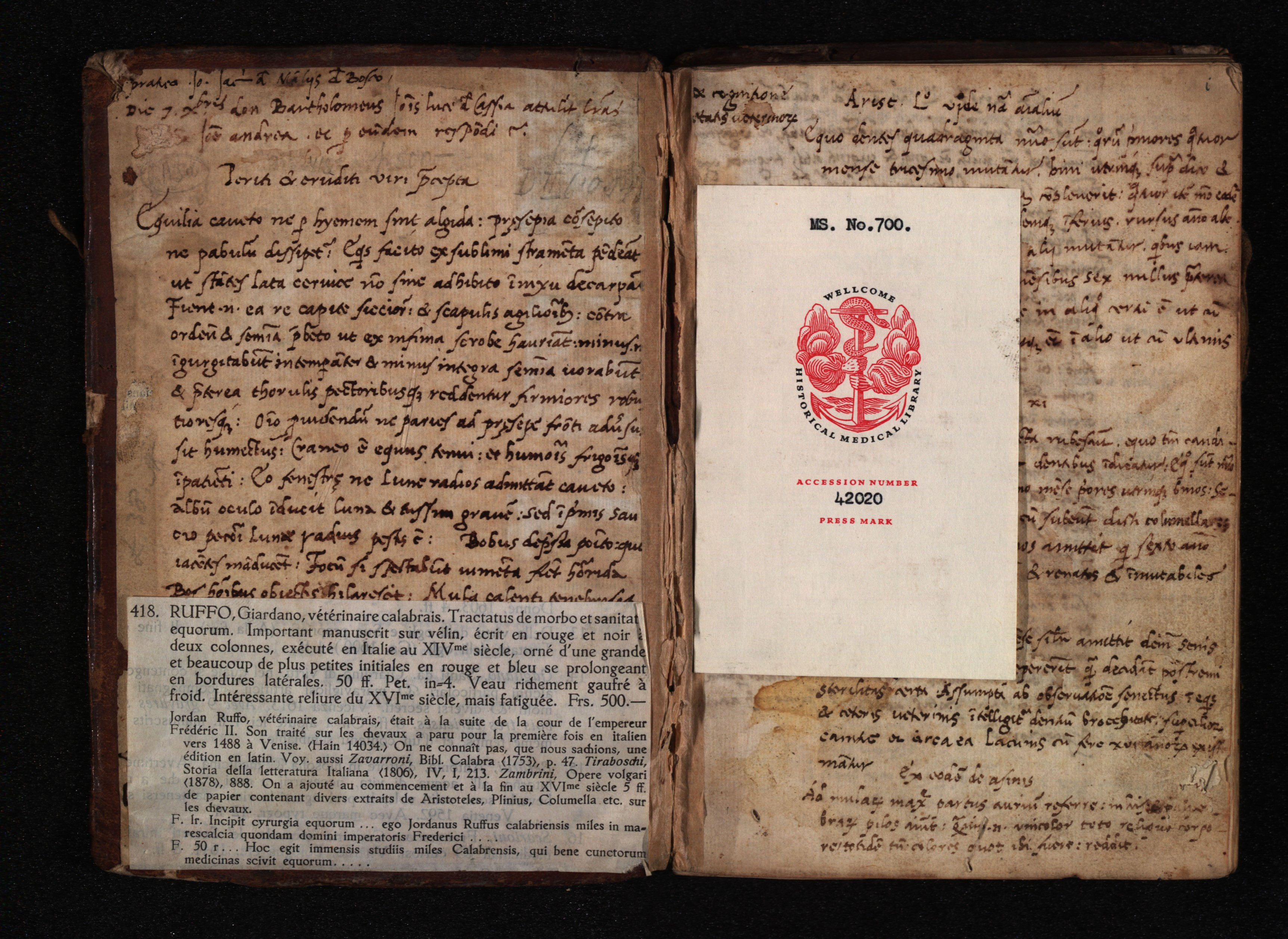
De Medicina Equorum – manuskript Giordano Ruffo

Giordano Ruffo nebo Jordanus Ruffus (cca 1200–1256) byl italský šlechtic známý pro sepsání jedné z nejstarších prací ve veterinární medicíně zabývající se medicínou koní De Medicina Equorum .
Ruffo se narodil v Kalábrii kolem roku 1200 ve šlechtické rodině sloužící Fridrichu II. Štaufskému. Jeho strýcem byl Pietro Ruffo, hrabě z Catanszaro. Krátce před smrtí Fridricha II. byli Ruffo, jeho bratr Folco a Pietro vyzváni, aby podepsali závěť. Ruffo se stal v roce 1239 pánem z Val di Crati. Po smrti Fridricha II. v roce 1250 si musel vybrat věrnost mezi dvěma možnými vládci. Podpořil proto Konráda IV. Štaufského proti Manfrédovi Sicilskému, synovi císaře a Bianky Lancii. Smrt Konráda IV. v roce 1254 vedla k zatčení celé rodiny Ruffo, on sám byl mučen, oslepen a zemřel ve vězení kolem února 1256.
Ruffova napsal svou knihu dle tehdejších zvyklostí v latině a je považována za jednu z prvních prací o veterinární medicíně. Kniha je rozdělena na šest tematických částí: reprodukci; výcvik hříbat; chov; kvality a vady; nemoci; léčba. Je známo asi 173 rukopisných kopií a asi 16 tištěných verzí přeložených do italštiny, latiny, francouzštiny, němčiny, katalánštiny, galicijštiny, okcitánštiny a hebrejštiny. Nejznámější edice je Jordani Ruffi Calabriensis Hippiatria (Padova, 1818). Existuje několik pozdějších přepracování včetně Mulomedicina (nebo Medela equorum ) od Teodorica Borgognoniho (pozdní 13. století); Marescalcia od Dino Dini, Traité d'hippiatrie od Guillauma de Villiers (15. století); a Manuschansia od Agostina Columbra (1490).

## Externí zdroje
- Liber marescalcie equorum
- De Medicina Equorum of Giordano Ruffo: dekorovaný manuscript z poloviny 14. století